# دانيال كاسيريس سيلفا
دانيال كاسيريس سيلفا (بالإسبانية: Daniel Cáceres Silva)‏ هو مدرب كرة قدم ولاعب كرة قدم باراغواياني، ولد في 3 أبريل 1982. لعب مع نادي سان لورينزو.

## وصلات خارجية
- دانيال كاسيريس سيلفا على موقع قاعدة بيانات كرة القدم.إي يو (الإنجليزية)
- دانيال كاسيريس سيلفا على موقع Soccerway.com (الإنجليزية)